# 山内昇寿郎
山内 昇寿郎（やまうち しょうじゅろう、1954年 - 2010年8月24日）は、日本のアニメーター。

## 人物
宮城県出身。劇画漫画家を目指していたが、鈴木孝夫主宰のスタジオマンモスの求人を見かけ応募、アニメーターになる。入社後、一か月でスタジオマンモスが潰れたためオープロダクションへと移籍する。

オープロダクションに一年ほど在籍した後、漫画の仕事をするため退社。数年後、オープロダクションへ再度入社した。

オープロダクション在籍時に『未来少年コナン』や『ペリーヌ物語』などを手掛けた。その後、丹内司と共にテレコム・アニメーションフィルム、スタジオぴえろを経てぎゃろっぷに移籍し、以後急逝するまで在籍。

『キテレツ大百科』や『こちら葛飾区亀有公園前派出所』などを手掛けた。『千と千尋の神隠し』では『ルパン三世 カリオストロの城』以来の宮崎駿作品への参加となった。
2010年8月24日、脳梗塞のため逝去。56歳。